# Alena Tolkach
Alena Tolkach (née le 3 février 1989) est une archère biélorusse. Elle est médaillée d'argent aux championnats du monde de tir à l'arc.

## Biographie
Alena Tolkach commence le tir à l'arc en 2003 et fait ses débuts compétitifs en 2010. Elle atteint son premier podium mondiale dans l'épreuve par équipe en 2013.

## Palmarès
- Championnats du monde[1]
  -  Médaille d'argent à l'épreuve par équipe femme aux championnats du monde 2013 à Antalya (avec Hanna Marusava et Yekaterina Mulyuk-Timofeyeva).

- Jeux européens[1]
  -  Médaille d'argent à l'épreuve par équipe femme aux Jeux européens de 2015 à Bakou (avec Hanna Marusava et Yekaterina Mulyuk-Timofeyeva).

- Championnats d'Europe
  -  Médaille de bronze à l'épreuve par équipe mixte aux championnats d'Europe de 2014 à Echmiadzin[2].